# Gerard Marius Kam
Gerard Marius Kam (* 29. Juni 1836 in Oud-Alblas; † 27. Dezember 1922 in Nijmegen) war ein niederländischer Unternehmer, Kommunalpolitiker, Heimatforscher und Sammler, sowie Gründer des nach ihm benannten vormaligen Rijksmuseums Museum Kam.

## Biographie
Gerard Marius Kam wurde 1836 als Sohn des reformierten Pfarrers und Kommunalpolitikers Joannes J. Kam (1797–1889) und seiner Frau Cornelia M. M. van Overveld (1807–1869) in Oud-Alblas, einem Dorf in der südholländischen Gemeinde Molenlanden geboren. Nachdem er in Dordrecht sein Abitur gemacht hatte, trat Gerard Kam um 1855 in die Werft der Brüder Smit in Slikkerveer (einem Dorf der Gemeinde Ridderkerk) ein und wurde für dieses Unternehmen Stahleinkäufer in England. Von 1863 bis 1888 war er mit Maria Kluit (1841–1916) verheiratet, die Ehe blieb kinderlos. 1869 gründete er mit zwei jüngeren Brüdern in Rotterdam ein eigenes Unternehmen, den Eisen- und Stahlhandel Gebroeders Kam. Er lebte in Delfshaven, wo sein Vater schon seit über 30 Jahren Ratsherr war. Als Unternehmer sah Kam das wirtschaftliche Wachstumspotenzial Rotterdams und seines Hafens. Er wurde daher zum überzeugten Anhänger einer Vereinigung der Gemeinde Delfshaven mit Rotterdam und publizierte 1884 und 1885 zwei Broschüren zu diesem Thema. Als die Fusion 1886 schließlich vollzogen war, wurde er Mitglied des neuen Rotterdamer Stadtrates. In dieser Funktion arbeitete er von 1886 bis 1897 an einem weiteren Ausbau des Hafens. 1888 ließ Kam sich scheiden und heiratete 1889 in zweiter Ehe, die ebenfalls kinderlos blieb, Johanna Hoekstra (1853–1934).

## Sammler und Heimatforscher
1897 zog sich Gerard Kam aus dem Geschäftsleben und der Kommunalpolitik zurück. Aufgrund einer Krankheit seiner zweiten Frau verließ er Rotterdam und ließ sich in Nijmegen auf dem Berg- en Dalseweg zwischen dem Hunnerberg und dem Kops Plateau nieder. Das Gelände auf der Nordseite, direkt gegenüber seiner Villa, war damals weitgehend unbebaut und eine wahre archäologische Fundgrube. Dort befanden sich zwei römische Gräberfelder mit mehreren tausend Bestattungen aus dem ersten bis vierten Jahrhundert. Da dieser Bereich ab Ende des 19. Jahrhunderts mehr und mehr bebaut wurde, tauchten ständig Grabbeigaben auf. Die Bauherren verkauften diese Funde an Händler und Sammler. Nachdem Gerard Kam 1900 zum ersten Mal vier Töpfe gekauft hatte, wurde er bald ihr wichtigster Kunde und das Sammeln von Antiquitäten zu seiner Haupttätigkeit. Er kaufte nicht nur bei Händlern oder direkt bei den Bauarbeitern, sondern nahm auch selber Ausgrabungen auf Land vor, das er zu diesem Zweck gepachtet oder gekauft hatte. In wenigen Jahren stellte er eine bedeutende Sammlung, hauptsächlich von römischen Grabfunden, zusammen. Er sammelte aber auch Artefakte der Vorgeschichte und des Mittelalters, darunter spät- und nachmittelalterliche Töpferwaren aus dem Rheinland.

## Museumsgründer

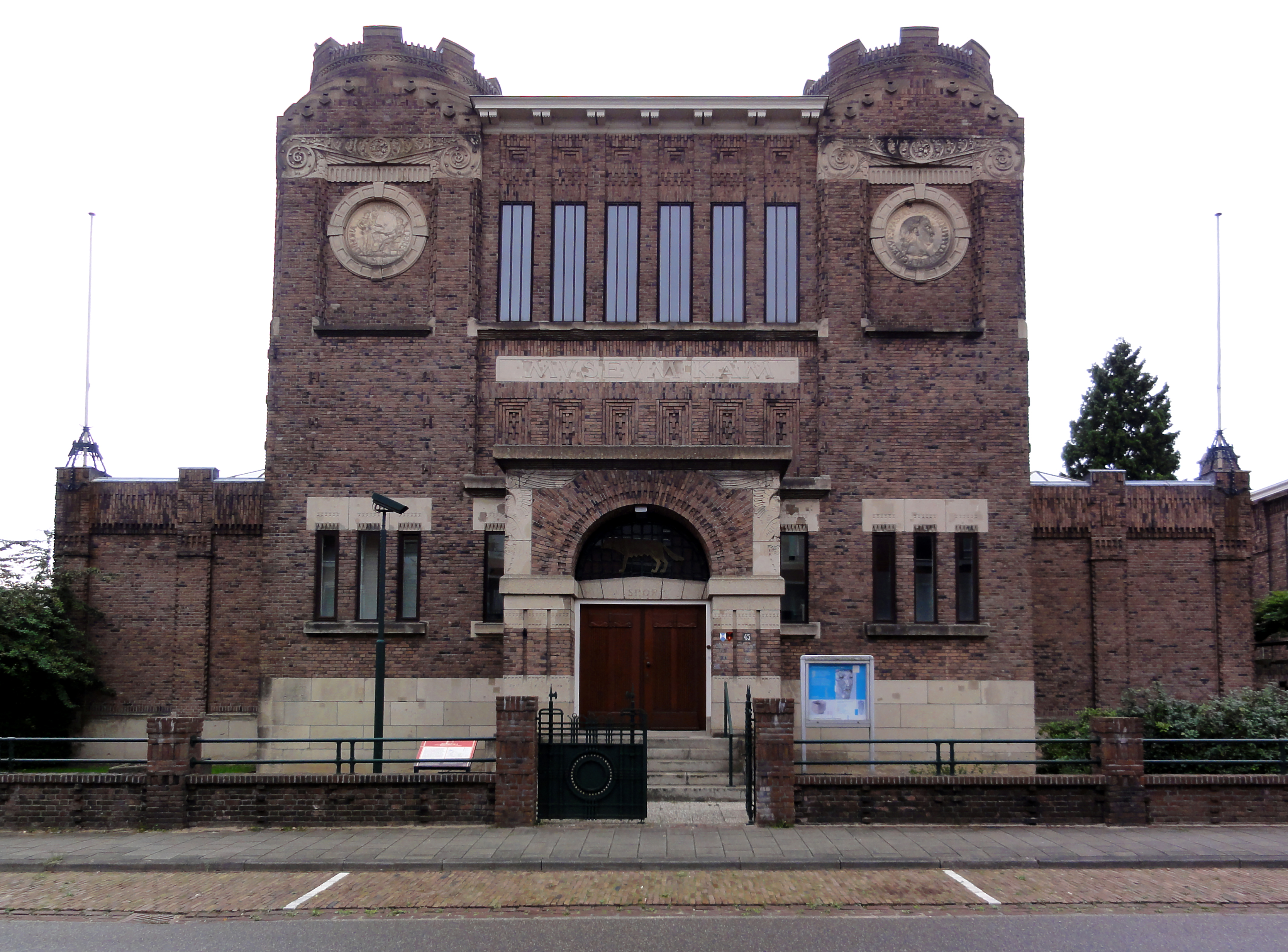
Vorderansicht des Museums Kam
(Zustand 2010)

1903 ließ Kam im Kutscherhaus seiner Villa einen Ausstellungsraum herrichten und öffnete seine Sammlung für die interessierte Öffentlichkeit. Im Jahr 1904 entschied er sich, die Kollektion auch über seinen Tod hinaus zu unterhalten, und unterschrieb zu diesem Zweck 1905 eine erste Schenkungsurkunde. Zu diesem Zeitpunkt sah er die Optionen, seine Sammlung entweder dem Rijksmuseum van Oudheden in Leiden zu überlassen oder einem von der Stadt Nijmegen noch zu errichtenden neuen Stadtmuseum. Um sich selber bezüglich seiner Kollektion weiter zu bilden, unternahm Gerard Kam mehrere Studienreisen und besuchte Museen in den Niederlanden, Deutschland und der Schweiz. In den Jahren 1908 und 1911 reiste er nach Italien, um die antiken Überreste und großen Museen von Rom, Neapel und Pompeji zu besuchen. Ab 1904 trat er zahlreichen historischen und archäologischen Vereinigungen in den Niederlanden und Deutschland bei. 1906 wurde er Mitglied der Kommission für die Gewährleistung der ordnungsgemäßen Erhaltung von Denkmälern für Geschichte und Kunst in Nimwegen (Commissie ter verzekering eener goede bewaring van Gedenkstukken van Geschiedenis en Kunst te Nijmegen), die das dortige Stadtmuseum leitete. Auch mit führenden Wissenschaftlern im In- und Ausland trat er bald in Korrespondenz, nachdem wissenschaftliche Publikationen auf den Umfang und die Bedeutung seiner Sammlung hingewiesen hatten. Er selbst publizierte jedoch so gut wie gar nicht und hinterließ auch kaum Notizen. Nach seinem Tode befanden sich wesentliche Teile der Sammlung in einem schlecht dokumentierten Zustand.
Während er in den folgenden Jahren die Sammlung auf seinem Anwesen ständig erweiterte, beschloss er, selbst ein neues Museum zu gründen, da er die Überzeugung gewonnen hatte, dass die Sammlung in Nimwegen bleiben solle und sicherstellen wollte, dass sie auch nach seinem Tod in vollem Umfang und als Ganzes ausgestellt würde. Realisieren ließ sich dieses Vorhaben erst nach dem Ersten Weltkrieg. 1919 unterzeichnete er eine neue Schenkungsurkunde, mit der er dem niederländischen Staat nicht nur seine inzwischen auf rund 15.000 Objekte angewachsenen Sammlung vermachte, sondern auch auf eigene Kosten ein Museum nach einem Entwurf des Nimwegener Architekten Oscar Leeuw errichten ließ. Das Rijksmuseum G.M. Kam wurde am 17. Mai 1922 eröffnet, der Ideengeber, Bauherr und Gründer starb gut ein halbes Jahr später.

## Schriften (Auswahl)
- Nadere beschouwingen naar aanleiding van het voorstel tot vereeniging van Delftshaven met Rotterdam, aangaande de daarmede in verbandstaande plannen van gemeentereiniging. Kramers, Rotterdam 1885, (Digitalisat).
- Romeinsche Toilet-artikelen In: Bulletin van den Nederlandschen Oudheidkundigen Bond 6 (1905), S. 52–54, (Digitalisat).
- Antieke helmen in het museum "Kam" In: Bulletin van den Nederlandschen Oudheidkundigen Bond. 2nd Series 8 (1915), S. 258–266, (Digitalisat).